# Violon d'amour (Holmès)
Pour les articles homonymes, voir Violon d'amour (homonymie).
Violon d'amour est une mélodie d'Augusta Holmès composée en 1901.

## Composition
Augusta Holmès compose Violon d'amour en 1901, sur un poème qu'elle écrit elle-même. C'est une mélodie avec accompagnement de piano et de violon. L'œuvre est en mi mineur. Elle est publiée aux éditions Grus. La mélodie est créée le 28 janvier 1901.

## Réception
Magdeleine Godard crée la première de Violon d'amour le 28 janvier 1901. En 1901, Augusta Holmès accompagne Mlle Huet et M. Bron,. En 1903, c'est Mlle de Saint-André, M. Deszo-Szigeti toujours accompagnés d'Augusta Holmès qui interprètent la mélodie lors du festival Augusta Holmès.